# 제19회 베를린 국제 영화제
제19회 베를린 국제 영화제는 1969년 6월 25일에 열린 시상식이다.

## 수상 및 후보

### 황금곰상
- 얼리 웍스 - 젤리미르 질닉 수상

### 은곰상:심사위원상
- 프리새드지반지 오즈칸자 - 드잔 듀코빅 수상

### 은곰상
- 어 콰이어트 플레이스 인 더 컨츄리 - 엘리오 페트리 수상
- 그리팅 - 브라이언 드 팔마 수상
- 아임 언 엘리펀트, 마담 - 피터 자덱 수상
- 메이드 인 스웨덴 - 요한 베르겐스드라흐레 수상
- 브라질 이어 2000 - 월터 리마 주니어 수상

### 황금곰상:단편영화상
- 투 씨 오어 낫 투 씨 - 브제티슬라브 포야르 수상